# Osamu Chiba
Osamu Chiba (千葉 修 Chiba Osamu?), född 22 maj 1968 i Miyagi prefektur, är en japansk tidigare fotbollsspelare.
Chiba började sin karriär 1991 i Honda FC. Efter Honda FC spelade han för Kashima Antlers, Kashiwa Reysol och Brummell Sendai. Han avslutade karriären 1997.